# 선수권 대회

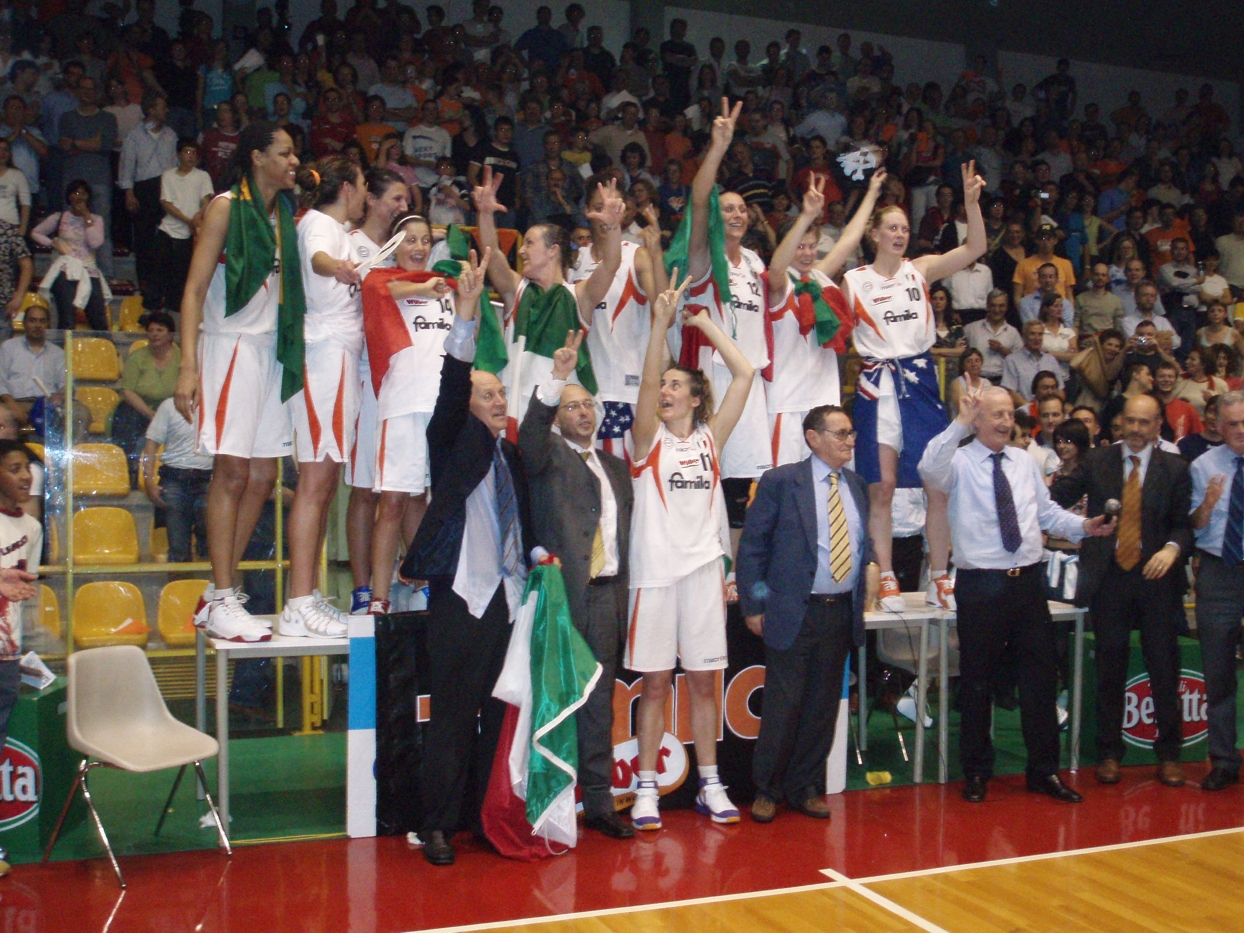

선수권(選手權)은 스포츠에 쓰이는 용어로, 누가, 또 어느 팀이 챔피언이 될지 결정하는 다양한 형태의 경기 대회를 가리키는 말이다. 영어 단어 챔피언십(championship)이라는 용어도 사용한다. 원어 발음은 챔피언쉽에 가까우나 한글 맞춤법 규정에 따라 챔피언십으로 기재한다.

## 선수권의 형태
선수권에는 타이틀 매치 시스템, 토너먼트 시스템, 리그 시스템, 플레이오프 시스템이 있다.
피겨 스케이트나 자전거 경기의 세계 선수권과 같이, 최고의 경기자가 한 곳에 모여 서로 경쟁하면서 가장 뛰어난 성적을 거둔 사람이 새로운 챔피언이 되는 형식도 있다. 이 경우에는 모든 참가 선수에게 평등하게 기회가 주어지지만 선수권 시합의 개최 시기에 따라 참가 선수의 수준이나 컨디션에 격차가 있기 때문에 반드시 실력만으로 새로운 승자가 된다고 할 수 없으며 운도 승리 변수로 작용한다.
- 타이틀 매치 시스템: 챔피언과 도전자의 타이틀 매치에서 승리한 사람이 새로운 챔피언이 되는 형식이다.
- 토너먼트 시스템: 토너먼트를 개최하여 그 우승자가 챔피언이 되는 형식이다.
- 리그 시스템: 리그전으로 챔피언을 결정하는 형식이다.
- 플레이오프 시스템: 챔피언십의 승자를 결정하는 데 사용한다.

## 같이 보기
- 세계 선수권 대회